# Liste der Internationalen Meister (Verleihung 1976)
Die Liste der Internationalen Meister des Jahres 1976 führt alle Schachspieler auf, die im Jahr 1976 vom Weltschachbund FIDE den Titel Internationaler Meister erhalten haben. 13 der 38 Spieler erreichten später den Großmeistertitel.

## Legende
Die Tabelle enthält folgende Angaben:
- Name: Nennt den Namen des Spielers.
- Land: Nennt das Land, für das der Spieler 1976 spielberechtigt war.
- Lebensdaten: Nennt das Geburtsjahr und gegebenenfalls das Sterbejahr des Spielers.
- GM: Gibt für Spieler, die später zum Großmeister ernannt wurden, das Jahr der Verleihung an.

## Liste
| Name                  | Land                            | Lebensdaten | GM   |
| --------------------- | ------------------------------- | ----------- | ---- |
| Jan Adamski           | Polen                           | 1943        |      |
| Lew Alburt            | Sowjetunion                     | 1945        | 1977 |
| Josef Augustin        | Tschechoslowakei                | 1942–2022   |      |
| Orest Awerkin         | Sowjetunion                     | 1944–2011   |      |
| Janez Barle           | Jugoslawien                     | 1952–2022   |      |
| Kim Commons           | Vereinigte Staaten              | 1951–2015   |      |
| Anton Deze            | Jugoslawien                     | 1940        |      |
| Giam Choo Kwee        | Singapur                        | 1942–2018   |      |
| Cidar Humérez Estrada | Bolivien                        |             |      |
| Božidar Ivanović      | Jugoslawien                     | 1946        | 1978 |
| Wladimir Karassjow    | Sowjetunion                     | 1938–2021   |      |
| Hans-Günter Kestler   | Deutschland                     | 1939–2013   |      |
| Jānis Klovāns         | Sowjetunion                     | 1935–2010   | 1998 |
| Alexander Kotschijew  | Sowjetunion                     | 1956        | 1977 |
| Zdenko Krnić          | Jugoslawien                     | 1947–2010   |      |
| Leon Lederman         | Israel                          | 1947        |      |
| André Lombard         | Schweiz                         | 1950        |      |
| Péter Lukács          | Ungarn                          | 1950        | 1986 |
| Slobodan Martinović   | Jugoslawien                     | 1945–2015   | 1979 |
| Salvatore Matera      | Vereinigte Staaten              | 1951        |      |
| Günther Möhring       | Deutsche Demokratische Republik | 1936–2006   |      |
| Ivan Nemet            | Jugoslawien                     | 1943–2007   | 1978 |
| Josef Nun             | Tschechoslowakei                | 1933–2019   |      |
| Pal Petran            | Ungarn                          | 1946        |      |
| Leon Piasetski        | Kanada                          | 1951        |      |
| József Pintér         | Ungarn                          | 1953        | 1982 |
| Pertti Poutiainen     | Finnland                        | 1952–1978   |      |
| Craig Pritchett       | Schottland                      | 1949        |      |
| Itchak Radashkovich   | Israel                          | 1947        |      |
| Nikolaj Radew         | Bulgarien                       | 1938        |      |
| Nuchim Raschkowski    | Sowjetunion                     | 1946–2023   | 1980 |
| Dragutin Šahović      | Jugoslawien                     | 1940–2005   | 1978 |
| Lars-Åke Schneider    | Schweden                        | 1955        |      |
| Herman Suradiradja    | Indonesien                      | 1947–2016   | 1978 |
| Péter Székely         | Ungarn                          | 1955–2003   | 1993 |
| Jorge Szmetan         | Argentinien                     | 1950–2015   |      |
| Zbigniew Szymczak     | Polen                           | 1952–2019   |      |
| Gennadij Timoščenko   | Sowjetunion                     | 1949        | 1980 |